# Bani di Croazia
Cronologia dei bani di Croazia.
| Nome             | Periodo di Governo    |
| ---------------- | --------------------- |
| Josip Silović    | 3 ottobre 1929 - 19.. |
| Ivo N. Perović   | 19.. - 1935           |
| Marko Kostrenčić | 1935–1936             |
| Viktor Ružić     | 1936 - 26 agosto 1939 |

| Nome             | Periodo di Governo    |
| ---------------- | --------------------- |
| Ivo Tartaglia    | 1929 - giugno 1932    |
| Josip Jablanović | 1932–1935             |
| Mirko Buić       | 1935 - 26 agosto 1939 |

| Nome             | Periodo di Governo    |
| ---------------- | --------------------- |
| Josip Silović    | 3 ottobre 1929 - 19.. |
| Ivo N. Perović   | 19.. - 1935           |
| Marko Kostrenčić | 1935–1936             |
| Viktor Ružić     | 1936 - 26 agosto 1939 |

| Nome             | Periodo di Governo    |
| ---------------- | --------------------- |
| Ivo Tartaglia    | 1929 - giugno 1932    |
| Josip Jablanović | 1932–1935             |
| Mirko Buić       | 1935 - 26 agosto 1939 |